# Собор Георгия Победоносца «за верхом»
Свято-Георгиевский собор (храм в честь великомученика Георгия «за верхом») — православный собор в Калуге, наравне с Троицким собором выполняющий для города функции соборного назначения. Построен в 1700—1701 годах. В соборе находится главная святыня Калужской епархии — чудотворная Калужская икона Божией Матери

## Название
Название храма связано с топографическими особенностями его расположения — слово «верх» в обиходе местных жителей использовалось в значении «овраг», его уточнение «за верхом» означало «за оврагом».

## История
Ранее на месте собора находилась деревянная церковь, именуемая в описи 1626 года — «Георгия за старым острогом» (однако тут не исключена путаница с двумя другими Георгиевскими церквями), а в описи 1685 года — «Георгия на песку 6 колоколами». Нынешняя каменная двухэтажная сооружена в 1700—1701 годах на средства купцов Коробовых. Иконы из деревянного храма были перенесены на нижний этаж нового. Первоначально приход состоял из 75 домов, причт — из священника, дьякона и двух дьячков. В приходе церкви состояли такие известные калужские семьи, как Коробовы, Билибины, Гончаровы, Вяземские, Золотарёвы и Носовы.
Из семи колоколов, висевших на колокольне, один был отлит в 1739 на Невьянских заводах Демидова, а другой — в 1785 на заводе Ассона Струговщикова в Москве. В 1766—1767 в церкви проведены крупные ремонтные работы, расписан верхний храм (впоследствии роспись неоднократно подновлялась), установлен пятиярусный липовый иконостас и переделаны купола, пострадавшие во время пожара. В 1776 году галерея второго этажа покрыта кровлей. В начале XX века был расписан нижний храм. После Великой Отечественной войны полностью застеклена галерея.
С 1926 по 1999 год храм выполнял функцию кафедрального собора. После ареста калужского архиепископа Августина (Беляева) в сентябре 1937 года службу в соборе некоторое время проводили священники Николо-Козинской церкви, в числе которых был Иоанникий (Дмитриев), также вскоре арестованный и приговорённый к расстрелу. В феврале 1940 года собор был ненадолго закрыт. В 1950 году в соборе был тщательно заделан купол, подновлена роспись и промыта и восстановлена стенная живопись. В 1988 году к празднованию тысячелетия Крещения Руси в храме был произведен ремонт: здание подштукатурено и окрашено в красный цвет, перекрыта крыша, над главным куполом установлен новый крест, на западной стене алтаря выполнены новые росписи, иконостас, киоты и все храмовые иконы отреставрированы. В 1999 году титул кафедрального вернулся восстановленному Свято-Троицкому храму, однако церковь Георгия «за верхом» сохранила статус собора.

## Архитектура

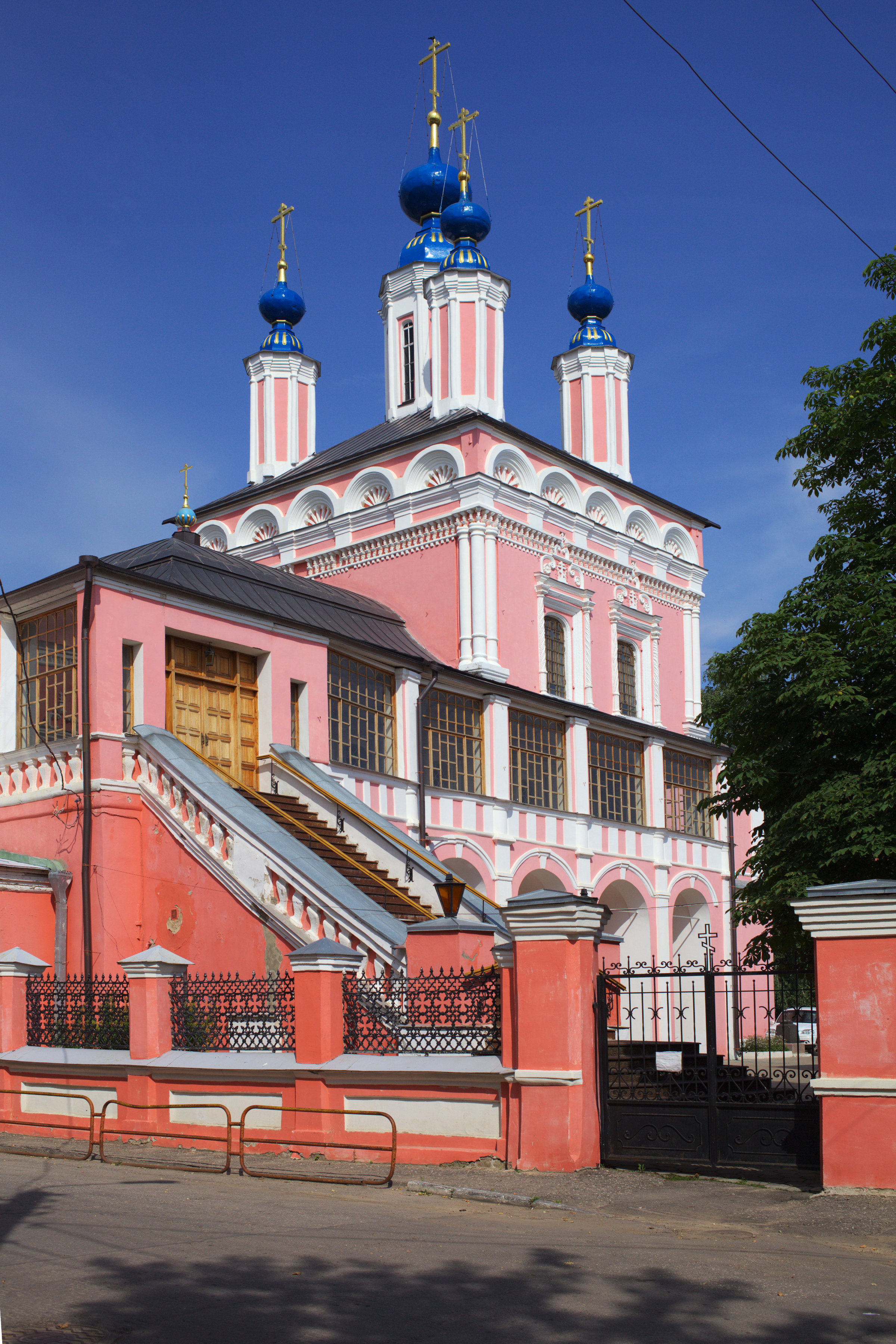
Георгиевский собор со двора

Церковь — пятиглавая, выстроена в форме полукорабль. Двухсветный четверик с примыкающей к нему трапезной поставлен на высокий подклет и окружен с трёх сторон галереей, опирающейся на четыре романских арки с каждой стороны. Четверик огибает поясок, украшенный полосой балясинок и ордерных сухариков и отсекающий декоративные закомары со вставленными в них раковинами. От подклета верхнюю церковь отделяет зубчатая полоса карнизов трехчастной апсиды в 5 кирпичей на угол. Порталы входов в верхнюю и нижнюю церкви выполнены из «мячковского камня» в русском стиле. На окнах витые колонки, а над ними резные кресты; в верхних окнах ставни. Углы церкви выделены группами полуколонок. Пятиглавье представляет собой вытянутые гранённые барабаны с маковицами типичной для XVIII века формы.
На галерею с северной и южной сторон ведут две широкие лестницы на ползучих арках (в настоящее время заложенных). Ограждающий галерею и лестницы глухой парапет со стороны двора обработан ширинками. Со стороны улицы в кладку парапета вставлены фигурные балясины из белого камня.
С галереи на колокольню ведёт внутристенная лестница. Колокольня — с шатровым верхом, представляет собой восьмигранное помещение с колоколами, поставленное на трехъярусный четверик. По всем граням шатра колокольни в четыре ряда расположены двойные, четырёхугольные и круглые пролёты слуховых окон. Нижний ярус колокольни укреплен контрфорсом; по бокам его вырезано по кресту, заключенному в четырёхугольник, по углам которого по круглому диску, так что кресты окружены четырьмя дисками.

## Внутреннее устройство
На первом этаже главный престол освящен в честь Великомученика Георгия, левый придел — во имя пророка Иоанна Предтечи, правый придел — в честь иконы Божией Матери «Утоли Моя Печали». На втором этаже престол освящен в честь Воздвижения Креста Господня.
Главные святыни
- икона Калужской Божией Матери. Празднования в её честь совершаются четырежды в год.
- образ Божией Матери «Утоли Моя Печали»
- образ Спасителя
- образ святителя Николая
- образ великомученика Георгия
- образы мучеников Гурия, Самона и Авива
- образ великомученицы Параскевы Пятницы
- Иерусалимская икона Божией Матери, написанная иконописцем Семеном Фалеевым в 1740 году[1].

## Духовенство
- настоятель храма — Высокопреосвященнейший Климент, митрополит Калужский и Боровский
- протоиерей Николай Казаков
- иеромонах Дорофей
- иерей Сергий Гандера
- иерей Евгений Смольянинов
- диакон Михаил Слепов
- пономарь Олег
- пономарь Владимир
- пономарь Александр
- пономарь Вячеслав
- пономарь Александр
- пономарь Гордий